# Duke Kahanamoku
Duke Kahanamoku (Oahu, 24 de agosto de 1890 — Honolulu, 22 de janeiro de 1968) foi um nadador, ator e surfista havaiano.

## Biografia
Ele foi um dos idealizadores do surf moderno. Foi nos Jogos Olímpicos de Verão de 1912 em Estocolmo, como nadador, que começou a conquistar suas glórias olímpicas, que continuaram durante a Primeira Guerra Mundial e foram testadas mais uma vez nos Jogos Olímpicos de Verão de 1920 em Antuérpia e 1924 em Paris. No total, foram 5 medalhas conquistadas, sendo três de ouro e duas de prata.
Duke largou a carreira de desportista depois dos Jogos de 1924, mas no Havaí continuou muito famoso. Ele transformou o arquipélago, até o momento pouco conhecido, no lar mundialmente famoso do surf.
Antes de morrer, em 1968, ainda foi estrela de cinema e lançou uma grife de surfistas. Por sua causa, o surf espalhou-se pelo mundo e tornou-se um desporto muito praticado e famoso.
Nos Jogos Olímpicos da Antuerpia-1920, Kahanamoku, então com 30 anos, tornou-se o nadador mais velho a ganhar uma medalha de ouro olímpica em provas individuais da natação. Este recorde só seria superado 96 anos depois, por Michael Phelps, que conquistou um ouro com 31 anos e 40 dias.

### Conquistas Olímpicas
| Jogos | Competição                        | Resultado |
| ----- | --------------------------------- | --------- |
| 1912  | 100 metros livres                 | Ouro      |
| 1912  | Revezamento 4 x 200 metros livres | Prata     |
| 1920  | 100 metros livres                 | Ouro      |
| 1920  | Revezamento 4 x 200 metros livres | Ouro      |
| 1924  | 100 metros livres                 | Prata     |

### Filmografia
| Ano  | Filme                                   | Papel            | Notas           |
| ---- | --------------------------------------- | ---------------- | --------------- |
| 1925 | Adventure                               | Noah Noah        | curta metragemm |
| 1925 | The Pony Express                        | Ícaro morett     | curta metragem  |
| 1925 | No Father to Guide Him                  | Guarda-costas    | Curta-metragem  |
| 1925 | Lord Jim                                | Tamb Itam        | reportagem      |
| 1926 | Old Ironsides                           | capitão meliodas | Não-creditado   |
| 1927 | Hula                                    | maria madalena   | Não-creditado   |
| 1927 | Isle of Sunken Gold                     | Devil-Ape        | Seriado         |
| 1928 | Woman Wise                              | paulinha         | longa metragem  |
| 1929 | The Rescue                              | luan brito       | propaganda      |
| 1929 | Where East Is East                      | davi bm          | Não-creditado   |
| 1930 | Girl of the Port                        | berthier         | documentario    |
| 1930 | Isle of Escape                          | filipe           | documentario    |
| 1931 | Around the World with Douglas Fairbanks | ulrich           | Documentário    |
| 1948 | Wake of the Red Witch                   | sara goes        | documentario    |
| 1955 | Mister Roberts                          | enzo             | não-creditado   |
| 1957 | This Is Your Life                       | carlos vitor     | seriado         |
| 1967 | Free and Easy                           | gustavo heitiman | Documentário    |
| 1967 | Surfari                                 | luiz ricardo     | Documentário    |